# Joe Mbu
Pas d'image ? Cliquez ici

a Compétitions nationales et continentales officielles uniquement.

Dernière mise à jour le 20 janvier 2018.
Joe Mbu, né le 24 décembre 1981 à Lagos, est un joueur de rugby à XV nigérian, à passeport britannique, jouant trois-quarts aile (1,85 m pour 105 kg).

## Carrière de joueur

### Clubs successifs
- 2004-2005 : Harlequins
- 2005 : London Wasps
- 2006-2007 : Section paloise
- 2007-2008 : US Dax